# Crumenaria decumbens
Crumenaria decumbens là một loài thực vật có hoa trong họ Táo. Loài này được Mart. mô tả khoa học đầu tiên năm 1827.